# Chianti

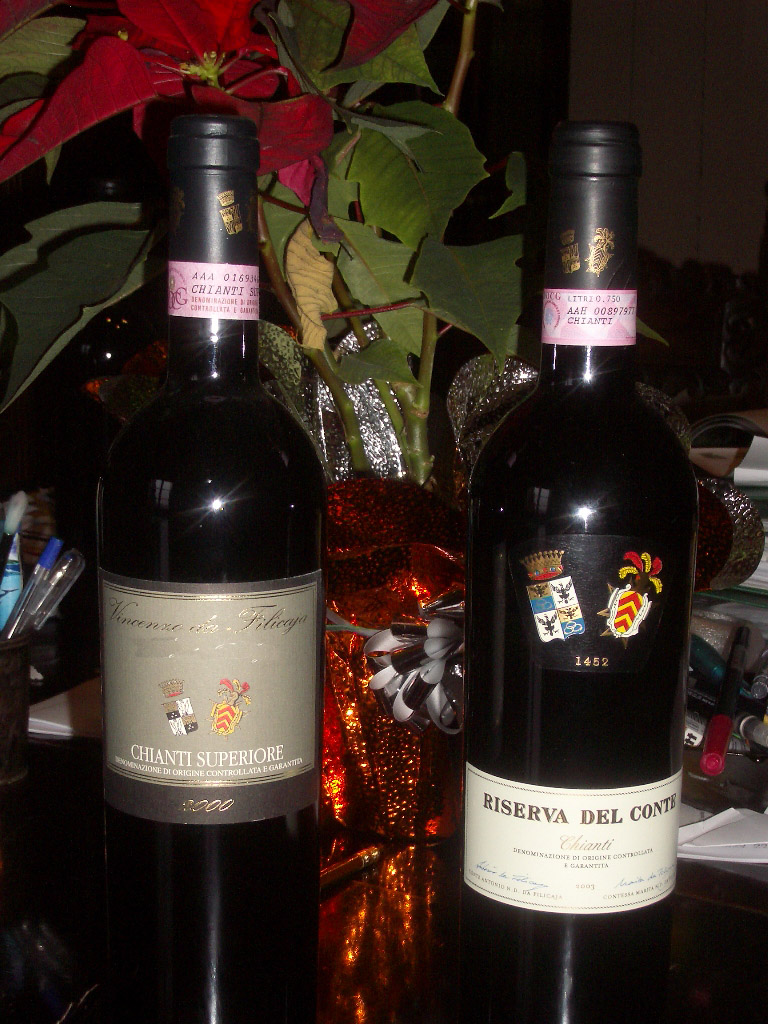
Una botella de Chianti Superiore y una de Chianti.

El Chianti (/ˈki̯anti/) es uno de los vinos tintos italianos más prestigiosos y conocidos en el mundo, forma parte del grupos de los vinos toscanos.
Históricamente se produce en tres aldeas en la provincia de Siena: Radda in Chianti, Castellina in Chianti y Gaiole in Chianti situadas en las Colinas del Chianti.
El Chianti fue reconocido como vino DOC (Denominazione di origine controllata) en 1967. Posteriormente, en 1984, fue declarado vino DOCG (Denominazione di origine controllata e garantita). A nivel internacional, cuenta con registro como denominación de origen, conforme al Sistema de Lisboa, ante la Organización Mundial de la Propiedad Intelectual, desde el 18 de diciembre de 2015.
Desde 1932 la producción de Chianti se extendió a las provincias de Arezzo, Florencia, Pisa, Pistoia y Prato. Actualmente, el área del Chianti está dividida en ocho subáreas:
- Classico,— que abarca parte de las provincias de Florencia y de Siena; Se identifica con un sello que lleva un Gallo negro, de ahí recibe su denominación de "Chianti Classico Gallo Nero". El Chianti Classico posee su propia DOCG, otorgada en 1996.[3]
- Colli Aretini, en la provincia de Arezzo;
- Colli Fiorentini, en la provincia de Florencia;
- Colli Senesi, en la provincia de Siena;
- Colline Pisane, en provincia de Pisa;
- Montalbano, que abarca parte de las provincias de Pistoia y de Prato;
- Montespertoli, en el territorio de Montespertoli, provincia de Florencia;
- Rufina, en el territorio de Rufina (pronúnciese «Rúfina»), provincia de Florencia.

Los mejores vinos Chianti, producidos según la normas del Chianti Superiore, pueden adherirse a la denominación de Chianti Superiore.
Los vinos Chianti están elaborados con entre un 80 % y un 100 % de uva Sangiovese; las normas de producción difieren en cada subárea y categoría, siendo las más blandas las del Chianti y las más severas las del Chianti Superiore; aunque puede contener hasta un 10 % de variedades más afrutadas como el Cabernet Sauvignon, Merlot o Syrah.
Se presenta con diferentes variaciones cualitativas, entre las que generalmente se encuentran notas de ciruelas, con una ligera acidez que cambia a un sabor más dulce, similar al de las ciruelas cuando se elaboran de una manera más tradicional.
| Normas de producción Chianti (datos principales) | Normas de producción Chianti (datos principales) | Normas de producción Chianti (datos principales) | Normas de producción Chianti (datos principales) | Normas de producción Chianti (datos principales) | Normas de producción Chianti (datos principales) | Normas de producción Chianti (datos principales) | Normas de producción Chianti (datos principales) | Normas de producción Chianti (datos principales) | Normas de producción Chianti (datos principales) | Normas de producción Chianti (datos principales) |
|                                                  | Normal                                           | Classico                                         | Colli Aretini                                    | Colli Fiorentini                                 | Colli Senesi                                     | Colline Pisane                                   | Montalbano                                       | Montespertoli                                    | Rufina                                           | Superiore                                        |
| ------------------------------------------------ | ------------------------------------------------ | ------------------------------------------------ | ------------------------------------------------ | ------------------------------------------------ | ------------------------------------------------ | ------------------------------------------------ | ------------------------------------------------ | ------------------------------------------------ | ------------------------------------------------ | ------------------------------------------------ |
| Máx. prod. uva (t/Ha)                            | 9,0                                              | 7,5                                              | 8,0                                              | 8,0                                              | 8,0                                              | 8,0                                              | 8,0                                              | 8,0                                              | 8,0                                              | 7,5                                              |
| Máx. prod. uva (kg/vid)                          | 4,0                                              | 3,0                                              | 4,0                                              | 4,0                                              | 4,0                                              | 4,0                                              | 4,0                                              | 4,0                                              | 4,0                                              | 2,2                                              |
| N.º mínimo vides/ha                              | 3'300                                            | 3'350                                            | 3'300                                            | 3'300                                            | 3'300                                            | 3'300                                            | 3'300                                            | 3'300                                            | 3'300                                            | 4'000                                            |
| Edad mínima de las vides (años)                  | 3                                                | 4                                                | 4                                                | 4                                                | 4                                                | 4                                                | 4                                                | 4                                                | 4                                                | 4                                                |
| Extracto seco mínimo (g/l)                       | 19                                               | 23                                               | 21                                               | 21                                               | 21                                               | 21                                               | 21                                               | 21                                               | 21                                               | 22                                               |
| Alcohol mínimo (%)                               | 11,5                                             | 12,0                                             | 11,5                                             | 12,0                                             | 11,5                                             | 11,5                                             | 11,5                                             | 12,0                                             | 12,0                                             | 12,0                                             |
| Edad mínima del vino (meses)                     | 3                                                | 10                                               | 3                                                | 9                                                | 3                                                | 3                                                | 3                                                | 6                                                | 9                                                | 9                                                |